# Ahausen
Ahausen ist eine Gemeinde im Landkreis Rotenburg (Wümme) in Niedersachsen. Sie liegt südwestlich der Kreisstadt Rotenburg (Wümme) und ist Teil der Samtgemeinde Sottrum. Die Gemeinde hat rund 1900 Einwohner (2020) und erstreckt sich auf einer Fläche von etwa 34 Quadratkilometern.

## Geografie
Ahausen liegt im Naturraum Stader Geest am Übergang der Teilbereiche Wümmeniederung und Achim-Verdener Geest. Durch die Gemeinde fließen der Fluss Wümme sowie die Bäche Ahauser Bach, auch Aue genannt, und der Everser Bach.

### Nachbargemeinden
Ahausen gehört zu Samtgemeinde und Schulbezirk Sottrum, welches etwa acht Kilometer nordwestlich von Ahausen entfernt liegt. Ebenfalls circa acht Kilometer sind es in die Kreisstadt Rotenburg (Wümme). Die Stadt Verden (Aller) befindet sich circa 17 Kilometer südwestlich entfernt. Von Ahausen aus sind über die Autobahnanschlussstellen in Sottrum (A 1) und Verden (Aller) (A 27) die Großstädte Bremen, Hannover und Hamburg zu erreichen.

### Wald und Feldmark
Die Gemeinde Ahausen hat viele Waldflächen, wohl die größten im Landkreis Rotenburg (Wümme). Die Ahauser Feldmark umfasst circa 2475 Hektar, davon sind 742 Hektar Wald, mithin fast dreißig Prozent ihres Areals. Im Ortsteil Eversen sind von circa 964 Hektar Feldmark circa 184 Hektar Wald. Die Wälder hier sind ideale Wandergebiete. Weitere Wanderziele sind Heide- und Moorgebiete sowie die Ahauser Mühle mit ihrem neun Morgen großen Mühlenteich.

## Geschichte

### Ortsname
Frühere Ortsnamen von Ahausen waren in den Jahren 1226 Ouhusen, 1296 Ahusen, 1302 Ahusen, 1339 ouhusen, 1373 ouhusen, 1384 Ouwhuzen, 1390 ouhusen, 1435 Öwhusen, 1447 Ouhuzen, um 1540 Awhusen, 1567 Auhußenn, 1622 Auhausen, 1630 Ahaus, 1664 Ahusen, 1684 und 1718 Ahausen/Ausen. Hausen bedeutet Dorf, Dörfer, das Bestimmungswort ist der Flussname Ahe, Aue.

### Mittelalter
Die Ortschaft Ahausen ist urkundlich erstmals 1226 nachgewiesen. In der Urkunde tauchte der Name eines „Godefridus sacerdos de Ouhusen“ auf. Es lebten damals ungefähr 26 Familien, mehrheitlich Bauern, in Dorfgemeinschaften. Jeder hatte ein bestimmtes Maß an Ackerland und entsprechenden Anteil an Gemeineigentum. Es gab schon eine Kapelle oder Kirche mit einem eigenen Geistlichen, der der Domgemeinde in Verden unterstand. Das Dorf wuchs im Mittelalter und es änderte sich im Laufe der Jahre der Name über Ouhusen, Auhusen, Ahusen (um 1700) in Ahausen. 1570 wurde Eversen erstmals urkundlich erwähnt.

### Verwüstung im Dreißigjährigen Krieg
Die Bevölkerungsentwicklung wurde durch den Dreißigjährigen Krieg unterbrochen. Die Truppen des Grafen von Tilly verwüsteten den Ort vollkommen. In der Bünte sind heute noch die Schanzengräben der Schweden zu erkennen, die dort ihr Hauptquartier aufgeschlagen hatten. Die zerstörte Kirche wurde während des Krieges wieder aufgebaut und erhielt 1637 eine neue Glocke, da man die alte nicht wiedergefunden hatte.

### 19. Jahrhundert
Vom November 1829 bis zum November 1847 wurde die Verkoppelung der Ahauser Feldmark durchgeführt. Aus Ahausen gingen die Hollandgänger mit eigenem Handwerkszeug nach Holland zum Grasmähen, um Geld zu verdienen. 1832 brannten aufgrund eines großen Feuers, welches vom Allermannschen Hof ausging, viele Höfe ab. Da die Gebäude vor dem Brand so eng beisammenstanden, siedelten einige der Höfe danach in den Ortsteil Bockel aus. Ein Schäfer hatte den Brand vorsätzlich gelegt. Er nahm sich das Leben. 1842 erfolgte der Bau der heutigen Dorfstraße.
Bis 1866 bestand in Ahausen die Amtsvogtei, wozu auch Unterstedt, Eversen, Haberloh und Ahausen mit Ahauser Mühle und Gut Stelle zählten. Als der Staat Geld brauchte, verkaufte die preußische Regierung die Vogtei.

### 20. Jahrhundert bis heute
1910 bis 1912 wurden die Siedlungen Auf dem Adel und Auf der Bünte abseits der bisherigen Dörfer errichtet. Seinerzeit hatte Ahausen 432 Einwohner. Außerdem gibt es die Siedlung Bockel, gelegen hinter dem Alten Dorf (heute ein Wald, früher soll hier ein Siedlungsgebiet gewesen sein). Hinter dieser Siedlung, die vor allem aus einsam gelegenen Bauernhöfen besteht, schließt sich die Wald-, Weiden- und Feldmark Bortel an, von dort aus geht es weiter zur entlegenen Siedlung Breitenfeldermoor, die allerdings nicht mehr zur Gemeinde Ahausen zählt.
Von 1890 bis 1905 erfolgte der Bau der Straße Wittorf-Sottrum. Seit 1921 gibt es elektrisches Licht und seit 1925 die erste Straßenbeleuchtung. Die Kultivierung der Moore oberhalb der Wümme machte 1923–1924 den Bau der oberen Ahauser Schleuse und 1927 den Bau der unteren Schleuse notwendig.
Mit Einführung des preußischen Gemeindeverfassungsgesetzes vom 15. Dezember 1933 sowie der Deutschen Gemeindeordnung vom 30. Januar 1935 wurde zum 1. April 1935 das Führerprinzip auf Gemeindeebene durchgesetzt. Aus dem Gemeindeausschuss wurde der Gemeinderat, der keine Beschlüsse mehr fassen durfte, sondern nur noch beratende Funktion erhielt. Seine Mitglieder bestimmte der Landrat. Gemeindewahlen fanden nicht mehr statt, der Gemeindevorsteher hatte alleinige Entscheidungsgewalt.
Pfingsten 1933 wurde das Dorf Opfer eines verheerenden Brandes, bei dem viele Häuser abbrannten. Dass dieser Brand von einer Frau mit dem sogenannten „Zweiten Gesicht“ in fast allen Einzelheiten vorher prophezeit wurde, ist dokumentiert. Das Feuer war von zwei kleinen Jungen (dreieinhalb Jahre alt) entzündet worden. Sie spielten in einer Scheune mit Streichhölzern. Das Feuer breitete sich rasend schnell aus, da fast alle Häuser aus Holz gebaut worden waren.
Ab 1950 wurden neue Baugebiete erschlossen. 1974 trat die Gemeinde Ahausen der Samtgemeinde Sottrum bei. Seit dem 1. März 1974 gehört die Ortschaft Eversen zur Gemeinde.

## Politik

### Gemeinderat
Der Rat der Gemeinde Ahausen besteht aus zehn Ratsfrauen und Ratsherren. Dies ist die festgelegte Anzahl für die Mitgliedsgemeinde einer Samtgemeinde mit einer Einwohnerzahl zwischen 1001 und 2000 Einwohnern. Die Ratsmitglieder werden durch eine Kommunalwahl für jeweils fünf Jahre gewählt. Die aktuelle Amtszeit begann am 1. November 2016 und endet am 31. Oktober 2021.
Stimm- und sitzberechtigt im Gemeinderat ist außerdem der ehrenamtliche Bürgermeister.
Die letzte Kommunalwahl am 12. September 2021 ergab das folgende Ergebnis (Veränderungen im Vergleich zur Kommunalwahl am 11. September 2016 in Klammern):
| Partei                    | Anteilige Stimmen | Anzahl Sitze |
| ------------------------- | ----------------- | ------------ |
| CDU                       | 41,5 % (−9,9 %)   | 5 (−1)       |
| SPD                       | 21,7 % (+2,8 %)   | 2 (0)        |
| GRÜNE                     | 21,1 % (+7,9 %)   | 2 (+1)       |
| Politik ohne Partei (PoP) | 15,7 % (+2,5 %)   | 2 (0)        |

Die Wahlbeteiligung bei der Kommunalwahl 2021 lag mit 63,9 % über dem niedersächsischen Durchschnitt von 57,1 %.

### Bürgermeister
Der Gemeinderat wählte das Gemeinderatsmitglied Rainer Henke (CDU) zum ehrenamtlichen Bürgermeister für die aktuelle Wahlperiode. Seine Stellvertreterinnen sind Corinna Ader-Schumann (SPD) sowie Maic Hogrefe und Claus Kock (beide CDU).
Bürgermeister seit 1849
- 1849–1855: Gerd Hinrich Lange
- 1855–1860: Hinrich Lange
- 1860–1866: Johann Hinrich Intemann
- 1866–1872: Hinrich Clüver
- 1872–1878: Johann Hinrich Tewes
- 1878–1890: Johann Friedrich Lange
- 1890–1919: Claus Hinrich Intemann
- 1919–1933: Hermann Vajen
- 1933–1945: Hinrich Böhling
- 1945–1946: Johann Harms
- 1946–1951: Hinrich Tewes
- 1951–1959: Johann Harms
- 1959–1966: Hinrich Küsel
- 1966–1967: Rudolf Harms
- 1967–1973: Steffen Kothe
- 1973–2010: Bernhard Hasselhoff (CDU)
- 3. Mai 2010–14. November 2011: Gerd Intemann (CDU)
- 14. November 2011–30. Juni 2020: Claus Kock (CDU)
- 30. Juni 2020–24. August 2020: Corinna Ader-Schumann (SPD), kommissarisch
- 24. August 2020–8. November 2021: Jörg Küsel (CDU)
- seit 8. November 2021: Rainer Henke (CDU)

### Wappen
Blasonierung: In rot ein silberner, mit blauem Wellenschrägbalken belegter Schräglinksbalken, oben begleitet von der silbernen Giebelfront der Ahauser Kirche, unten von einem silbernen Wolfskopf über zwei gekreuzten silbernen Heidekrautzweigen.
Das Wappen zeigt einen von nichtheraldisch links unten nach rechts oben verlaufenden Flusslauf auf weißem Balken. Im oberen Wappeneck findet sich eine silberne Kirche auf rotem Grund, im unteren Wappeneck ein silberner Wolfskopf, darunter zwei ebenfalls silberne Heidestrünke auf rotem Grund. Die Farbgebung des Wappens bezieht sich mit den Farben Rot und Silber auf Niedersachsen. Rot steht zudem für die Heideflächen in der Gemeinde Ahausen und ist auch die Grundfarbe im Wappen der Samtgemeinde Sottrum. Blau symbolisiert die Wasserflächen der Fließgewässer im Gemeindegebiet.
Bedeutung der drei Symbole und der Farben:
- St. Marien (Ahausen) ist das Wahrzeichen von Ahausen. Sie stammt aus dem 17. bzw. 19. Jahrhundert.
- Fließgewässer: Das Gemeindegebiet von Ahausen wird durch mehrere Fließgewässer (Wümme, Ahauser Bach und Everser Bach) geprägt.
- Heidepflanze und Wolfskopf: Die Heidepflanze und der Wolfskopf stellen den Wolfsgrund im Ortsteil Eversen dar, einem der größten zusammenhängenden Heidenaturschutzgebiete außerhalb der Lüneburger Heide.

## Kultur und Sehenswürdigkeiten

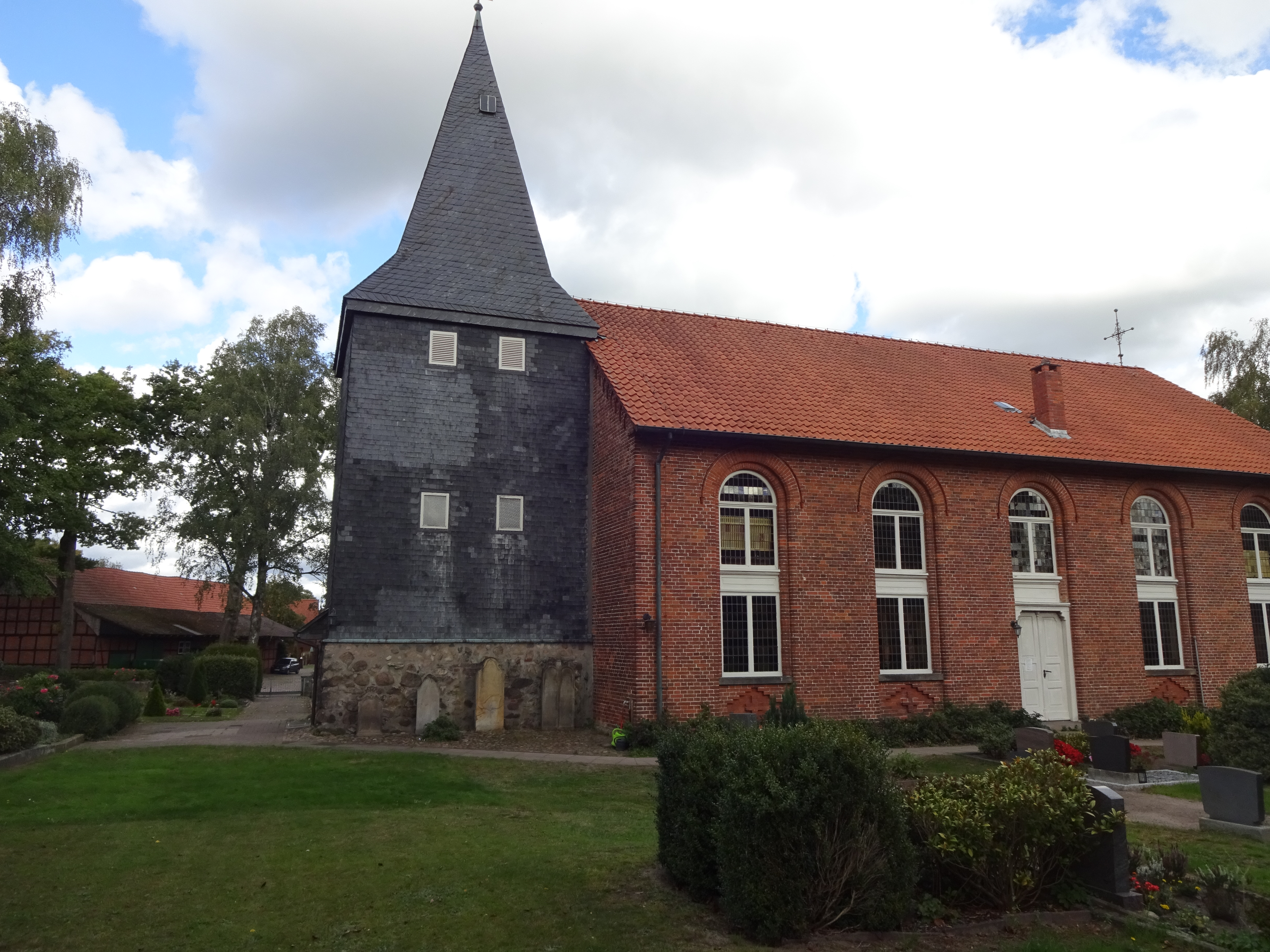
Kirche St. Marien (Ahausen)

### Bauwerke, Denkmäler
- Marienkirche Ahausen von 1848 mit Kirchturm von 1664. Die Kirche wurde 1627, ein Jahr nach der Zerstörung durch kaiserliche Truppen, neu errichtet. Im Advent 1848 wurde ein Neubau der Kirche eingeweiht. Die Orgel von 1864 stammt von Johann Hinrich Röver.
- Ahauser Mühle: Hofensemble mit Mühlenhaus der Wassermühle von 1901, Vierständer-Hallenhaus von 1839 mit Niedersachsengiebel, Scheune von 1872, Speicher von 1800, zwei Stallungen und Taubenhaus von um 1900 und Mühlenteich.
- Wohn- und Wirtschaftsgebäude Eichenweg 5 in Eversen, von 1831 in Fachwerk
- Denkmal an die Gefallenen der Kriege in der Dorfmitte
- Denkmal an die Gefallenen der Kriege in Eversen (Ecke Dorfstraße / Zum Sandberg)

### Regelmäßige Veranstaltungen
- Schützenfest in Ahausen
- Schützenfest in Eversen
- Erntefest
- Heimatfest in Eversen
- Laienspiel-Aufführungen in Eversen
- Ahauser Herbst Kulturrundgang und Kunsthandwerkermarkt
- Weihnachtsmarkt am Samstag vor Nikolaus auf dem Kulturhof
- Internationale Sommerkonzerte der Rotenburger Gitarrenwoche in der Kirche St. Marien
- Jahreskonzert der Orchestergemeinschaft Junges Orchester Auenland e. V. (2. Advent)

### Sonstiges
- Im Ortsteil Eversen befindet sich der Wolfsgrund, ein Naturschutzgebiet und eines der größten zusammenhängenden Heidegebiete außerhalb der Lüneburger Heide.
- Kulturhof (Ehemaliger Bauernhof, der zur Begegnungsstätte für Kunstschaffende hergerichtet wurde. Privatinitiative.)
- Naherholungsgebiete (Waldgebiete, in denen viele Bungalows und Lauben erbaut wurden, insbesondere von Erholungssuchenden aus der Gegend um Bremen)
- Sanderburg (Bekanntes Wochenendhaus, gelegen auf einer Anhöhe)
- Landschaftsgarten (Privatgarten auf einer eiszeitlichen Beckenranddüne)

## Wirtschaft und Verkehr
In beiden Ortsteilen gibt es Handwerksbetriebe und kleine Gewerbebetriebe sowie zwei Gaststätten.
Folgende Zeitungen sind im Ort vertreten:
- Rotenburger Kreiszeitung
- Weser Kurier (Lokalausgabe Achim)
- Anzeigenblatt Rotenburger Rundschau
- Anzeigenblatt Journal

Durch die Gemeinde führt die Bundesstraße 215 von Rotenburg (Wümme) bis kurz vor Minden.

## Infrastruktur

### Allgemein
- Verwaltung im Rathaus der Samtgemeinde Sottrum, Am Eichkamp 12
- Freiwillige Feuerwehr Ahausen
- Jugendfeuerwehr Ahausen
- Freiwillige Feuerwehr Eversen

### Bildungs- und Sozialeinrichtungen
- Grundschule Ahausen, Verdener Weg 3
- Kindergarten Ahausen, Verdener Weg 3
- Krippe Ahausen
- Hort Ahausen
- Seniorenbetreuung DRK Ahausen

### Kirchgemeinde
Zur Kirchengemeinde Ahausen mit der Kirche St. Marien, im Kirchenkreis Rotenburg (Wümme) in der evangelischen Landeskirche Hannover, gehören Ahausen, Eversen, Hellwege mit Gut Stelle und Unterstedt. Es gehört auch ein Teil von Haberloh (ohne die beiden Höfe 1 und 2, die zum Verdener Dom gehören) zum Kirchspiel Ahausen.
2008 zählt die Kirchengemeinde circa 2400 Mitglieder. Taufen, Trauungen und Begräbnisse sind seit 1698 in Ahausen nachweisbar. Konfirmationen finden seit 1708 hier statt.
Das Pfarramt Ahausen befindet sich im Gemeindehaus.
Kirchen
- Ahauser Kirche St. Marien
- Kapelle Eversen
- Kapelle Hellwege
- Kapelle Unterstedt

### Vereine
- Angelverein
- DRK-Ortsverein
- Förderverein der Grundschule Ahausen
- Heimatverein
- Orchestergemeinschaft Junges Orchester Auenland e. V.
- Politik ohne Partei Ahausen-Eversen
- Schützenverein Ahausen von 1904
- Schützenverein Eversen (gegründet 1897)
- Turn- und Sportverein (TuS) Ahausen von 1927 e. V.
- Förderverein der Freiwilligen Feuerwehr Ahausen
- TC Aue Eversen-Ahausen

### Friedhöfe
- Friedhof Ahausen (direkt an der Kirche gelegen)
- Friedhof Eversen
- Kleine Soldaten-Grabstätte (gelegen in einem Waldgebiet unweit der Siedlung Bockel)

## Persönlichkeiten
- Hans-Hermann Gätjen, Lehrer und Heimatbuchautor
- Hans-Ludolf Flügge (* 9. Juni 1907 in Maschen; † 1980 in Eversen), Redakteur, Schriftsteller und Theaterautor, lebte im Ortsteil Eversen